# Olivier Dumont
Olivier Dumont (Visé, 6 marzo 2002) è un calciatore belga, centrocampista del Sint-Truiden.

## Carriera

### Club
Dumont è cresciuto nel settore giovanile dello Standard Liegi con cui ha debuttato il 23 luglio 2021 nell'incontro di Pro League pareggiato 1-1 contro il Genk. L'8 giugno 2022 è stato ceduto a titolo definitivo al Sint-Truiden.

### Nazionale
Ha giocato nella nazionale belga Under-17.

## Statistiche

### Presenze e reti nei club
Statistiche aggiornate al 1° aprile 2025.
| Stagione            | Squadra             | Campionato          | Campionato | Campionato | Coppe nazionali | Coppe nazionali | Coppe nazionali | Coppe continentali | Coppe continentali | Coppe continentali | Altre coppe | Altre coppe | Altre coppe | Totale | Totale | Totale |
| Stagione            | Squadra             | Comp                | Pres       | Reti       | Comp            | Pres            | Reti            | Comp               | Pres               | Reti               | Comp        | Pres        | Reti        | Pres   | Reti   |        |
| ------------------- | ------------------- | ------------------- | ---------- | ---------- | --------------- | --------------- | --------------- | ------------------ | ------------------ | ------------------ | ----------- | ----------- | ----------- | ------ | ------ | ------ |
| 2021-2022           | Standard Liegi      | D1                  | 2          | 0          | CB              | 0               | 0               |                    | -                  | -                  |             | -           | -           | 2      | 0      |        |
| 2022-2023           | Sint-Truiden        | D1                  | 8          | 1          | CB              | 2               | 0               |                    | -                  | -                  |             | -           | -           | 10     | 1      |        |
| 2023-2024           | Sint-Truiden        | D1                  | 17         | 0          | CB              | 2               | 0               |                    | -                  | -                  |             | -           | -           | 19     | 0      |        |
| 2024-2025           | Sint-Truiden        | D1                  | 14         | 1          | CB              | 2               | 1               |                    | -                  | -                  |             | -           | -           | 16     | 2      |        |
| Totale Sint-Truiden | Totale Sint-Truiden | Totale Sint-Truiden | 39         | 2          |                 | 6               | 1               |                    | -                  | -                  |             | -           | -           | 45     | 3      |        |
| Totale carriera     | Totale carriera     | Totale carriera     | 41         | 2          |                 | 6               | 1               |                    | -                  | -                  |             | -           | -           | 47     | 3      |        |